# Branický most

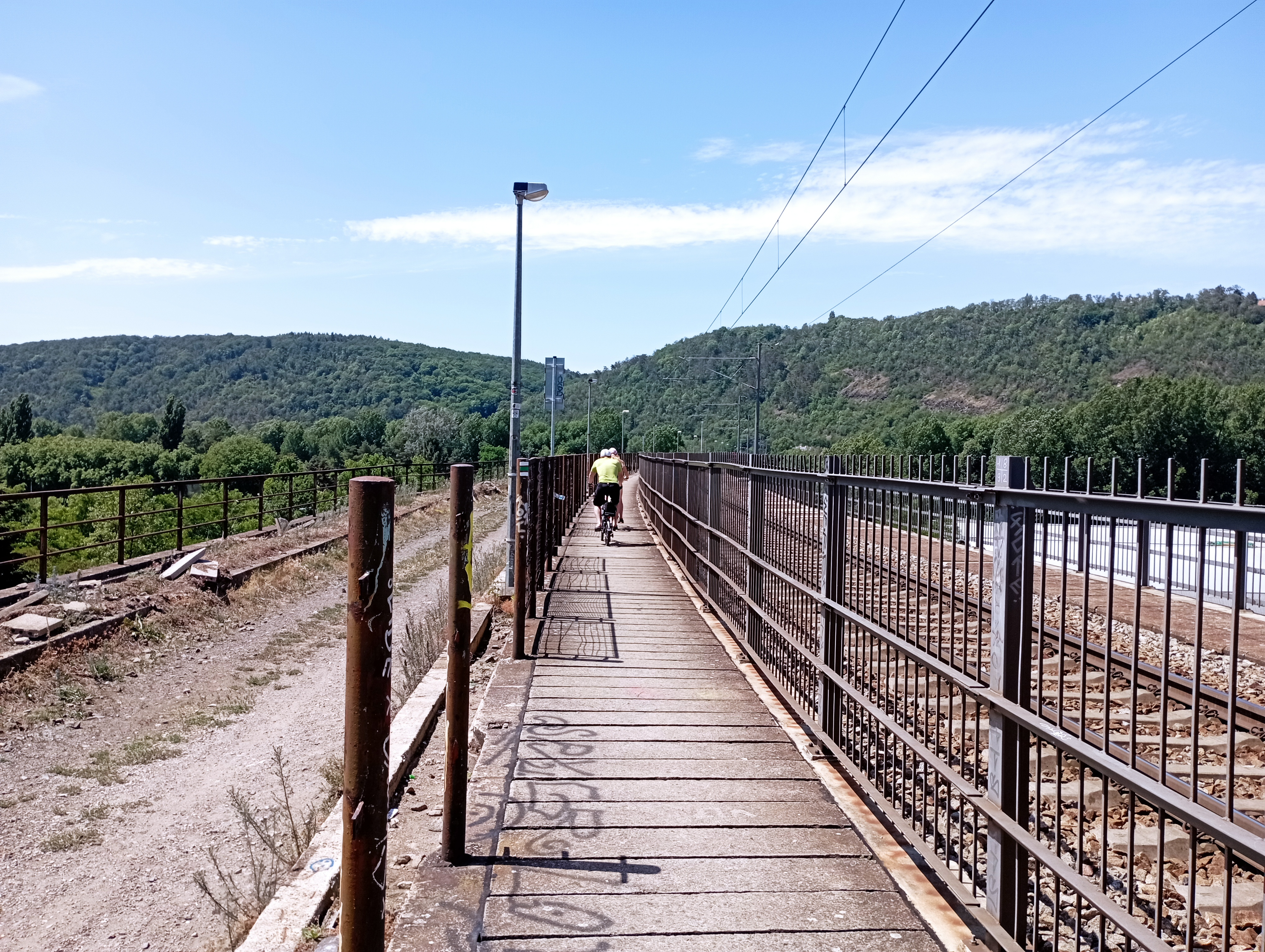
Most Inteligence v roce 2022. Ačkoli kola je třeba vynést po schodech, most využívají i cyklisté. Po mostě také jezdí vlak (stav: červen 2022).

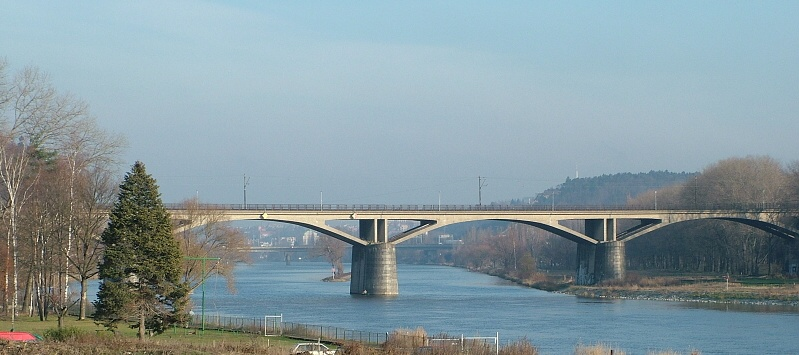
Část mostu u Malé Chuchle

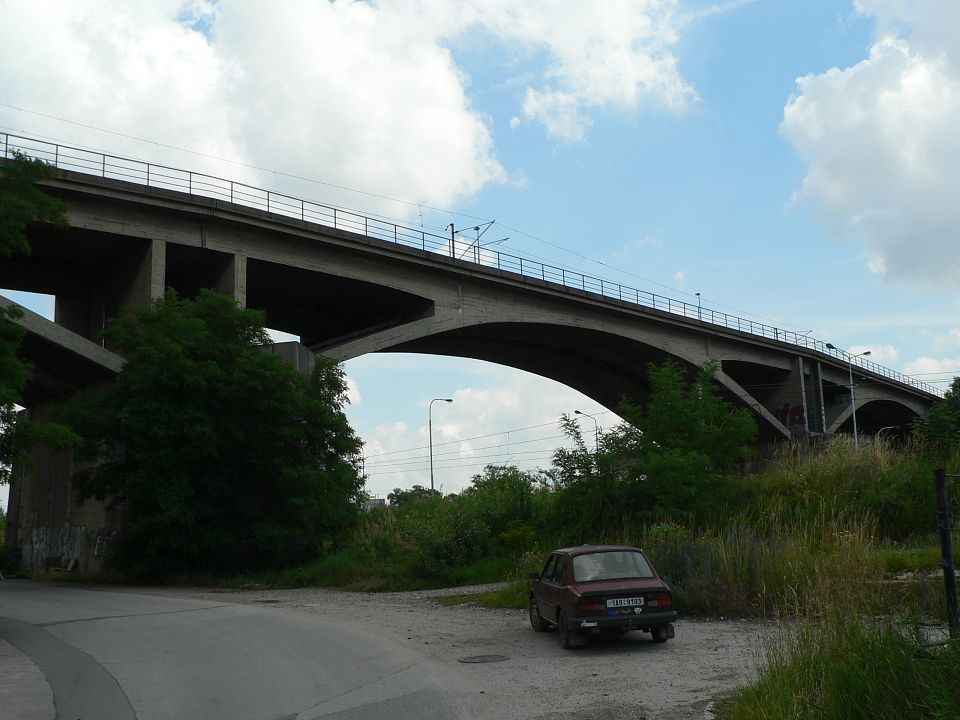
Branický most

Branický most (lidově přezdívaný též most Inteligence) je železniční most s chodníkem pro pěší, přemosťující údolí Vltavy v jižní části Prahy mezi Malou Chuchlí a Braníkem. Vybudován v letech 1949–1955 pro železniční dopravu byl zprovozněn 30. května 1964. Oficiálně byl ale pojmenován až v roce 1969. Byl vyprojektován a vystavěn jako ÚM 950, což je zkratka pro údolní most délky 950 m.[zdroj?]
Je součástí takzvané železniční jižní neboli branické spojky (Radotín–Vršovice) určené pro obchvat nákladní dopravy mimo centrum Prahy a původně plánované jako dvojkolejné. Spojka propojuje železniční trať Praha–Plzeň s (tehdy částečně přeloženou) tratí Praha – Vrané nad Vltavou. Kromě Vltavy přemosťuje obě tyto trati i souběžné páteřní pozemní komunikace (Strakonická a Modřanská) a tramvajovou trať do Modřan. U svých konců se oblouky připojuje ke směrům pobřežních tratí. Uprostřed západního oblouku je vystavěna odbočka, která měla navazovat na další plánovanou část obchvatu, tunel do Hlubočep a Jinonic, od jehož výstavby bylo nakonec upuštěno. V aktuální verzi vysokorychlostního tunelového železničního koridoru Praha–Beroun se počítá s připojením odbočky koridoru v těchto místech.

## Charakteristika

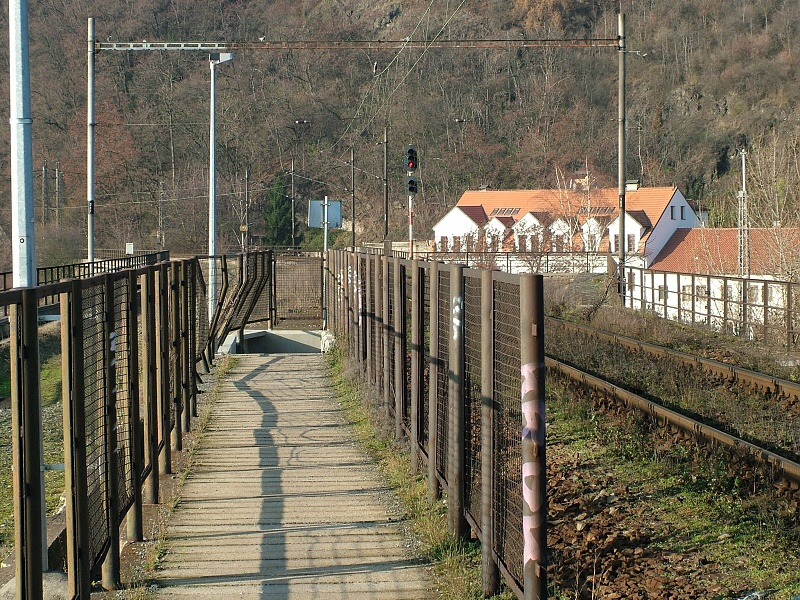
Původní chodník na mostě

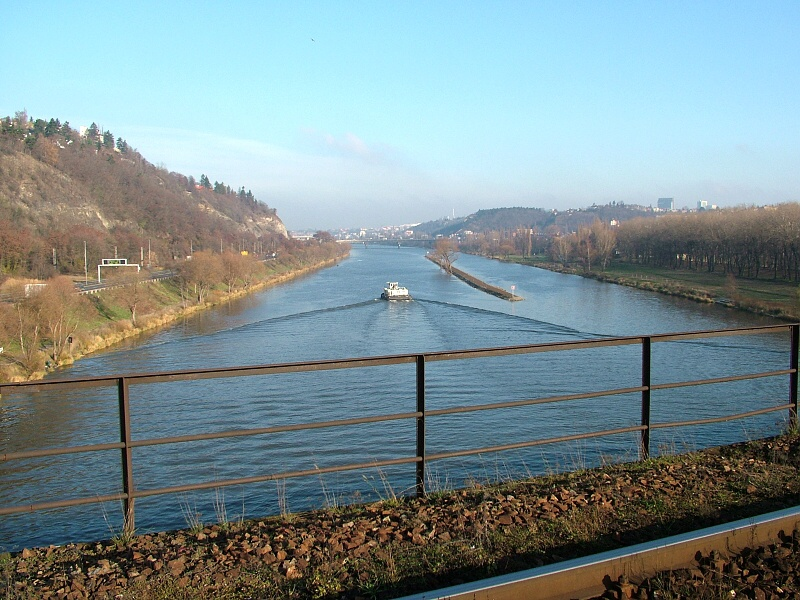
Pohled z mostu

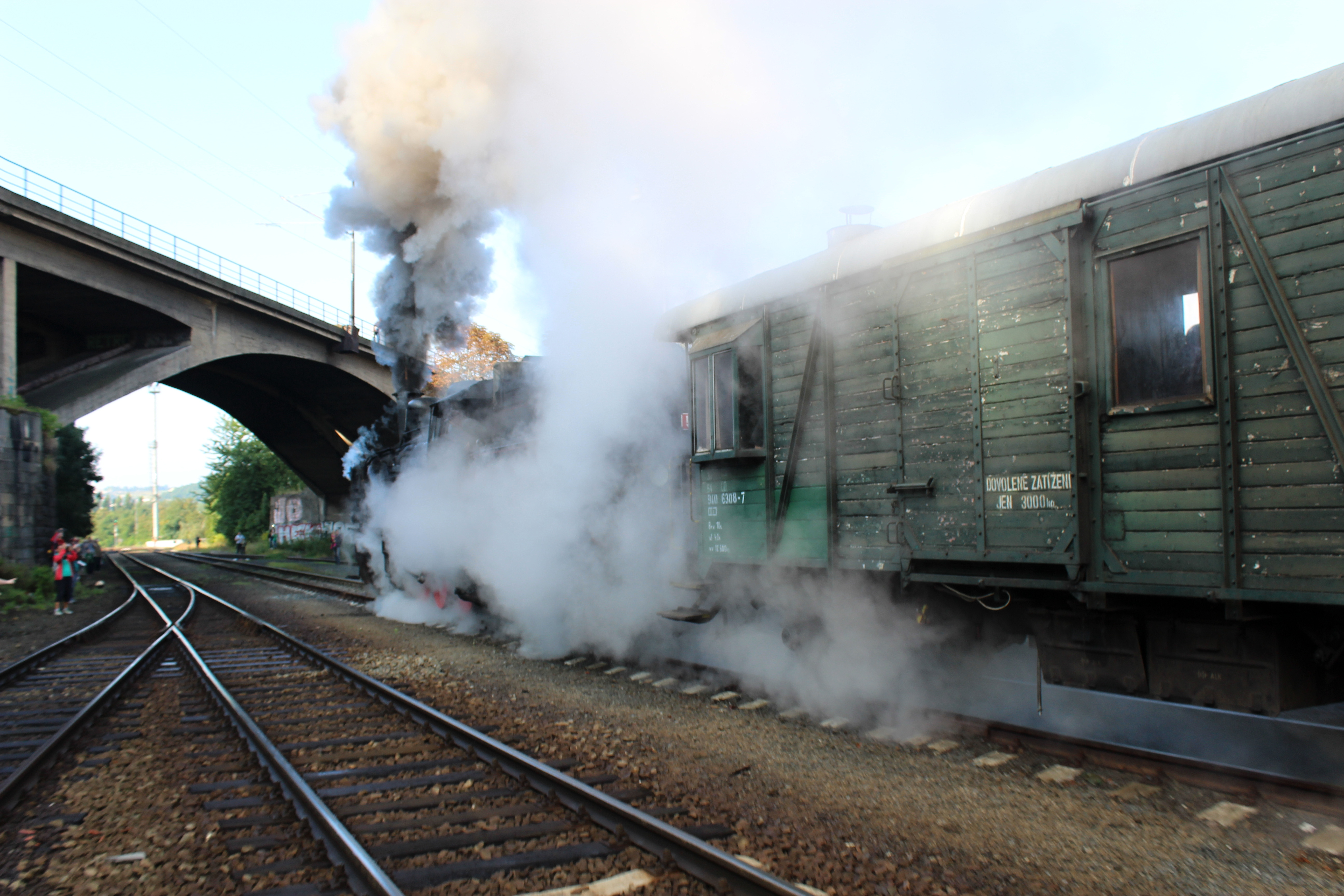
Pohled na Branický most z kolejiště Nádraží Praha Braník. Parní lokomotiva 434.2186 v čele nostalgického vlaku vyjíždí pod oblouk mostu (30. 8. 2014).

Branický most má šířku 14 metrů, je tvořen 15 poli s rozpětím 53,5 metru, celkové převýšení mezi konci mostu je 6 metrů, celková výška nad hladinou Vltavy 19 metrů.[zdroj?] Chodník pro pěší je umístěn uprostřed mezi kolejemi, je od nich oddělený ploty a osvětlený.
S délkou 950 m (resp. 948 m) by mohl být nejdelším železničním dvoukolejným železobetonovým mostem v Evropě. Položeny byly nejprve obě koleje, ale po zátěžových zkouškách byla druhá snesena, protože pro dosavadní provoz z kapacitních důvodů tehdy nebyla potřeba zde ani na návazné trati do Krče. Jednokolejnost dala vzniknout různým mýtům, odvozeným od údajných problémů při stavbě tunelu nad Malou Chuchlí. Některé pověsti dokonce potvrdil i mluvčí SŽDC.
Výstavba druhé koleje až na Kačerov měla být zahájena vícekrát, ale reálně začala až v roce 2023. Roku 2024 byla položena od horního portálu tunelu přes most a nádraží Praha-Krč po zastávku Praha-Kačerov, kde se v říjnu 2024 zprovoznilo dvojkolejné ostrovní nástupiště. Po mostě se plánuje provoz osobních vlaků a rychlíků ve směru na Beroun a Plzeň, především během rekonstrukce vyšehradského mostu.

## Historie mostu
Myšlenka na železniční obchvat Prahy pro nákladní dopravu se mezi odborníky objevovala již začátkem 20. století. První reálné návrhy předložil Pražské nádražní komisi roku 1920 Josef Kubler, v roce 1923 projekt podpořil Jan Bašta, roku 1927 předložil Miroslav Chlumecký regulační komisi „dispoziční plán budoucích železničních úprav v Praze“, který podobnou trať zahrnoval. Po druhé světové válce plánovací komise myšlence nepřála, ale roku 1949 bylo náhle se stavbou mostu započato, aniž by byla dokončena celková koncepce železniční dopravy i projekt trati. Předpokládá se, že ukvapené zahájení výstavby bylo vyvoláno potřebou urychleně najít práci pro vzdělance odsunuté do dělnických profesí. Celá stavba tzv. jižní spojky se zejména v prvních letech výstavby spíše potýkala s nedostatkem kvalifikovaného personálu, ale i techniky a materiálu.[zdroj?]
Projekt mostu vznikal teprve v době, kdy se část spojky již stavěla. Projekt vypracoval Jiří Klimeš ve třech variantách, prováděcí projekt vybrané varianty vytvořili Zbyšek Krušina a Vladislav Valoušek.[zdroj?]
Přípravné práce byly zahájeny roku 1949, v roce 1952 započala stavba oblouků. V roce 1955 byly úspěšně provedeny zatěžovací zkoušky, ale železniční doprava na mostě byla zahájena až v sobotu 30. května 1964 při zprovoznění celé jednokolejné železniční jižní spojky. Do té doby most sloužil statickým zkouškám různých typů lokomotiv při různých rychlostech, testům dynamiky stavebních konstrukcí apod.[zdroj?]
Lidové označení most Inteligence získal proto, že na jeho stavbě pracovala řada příslušníků takzvané inteligence (právníků, filosofů, lékařů a dalších vzdělanců), kteří byli v 50. letech nuceni nastoupit do dělnických a pomocných profesí. V roce 1969 byl most, jako jeden z mála pražských železničních mostů, oficiálně pojmenován, a to jako Branický most.[zdroj?]

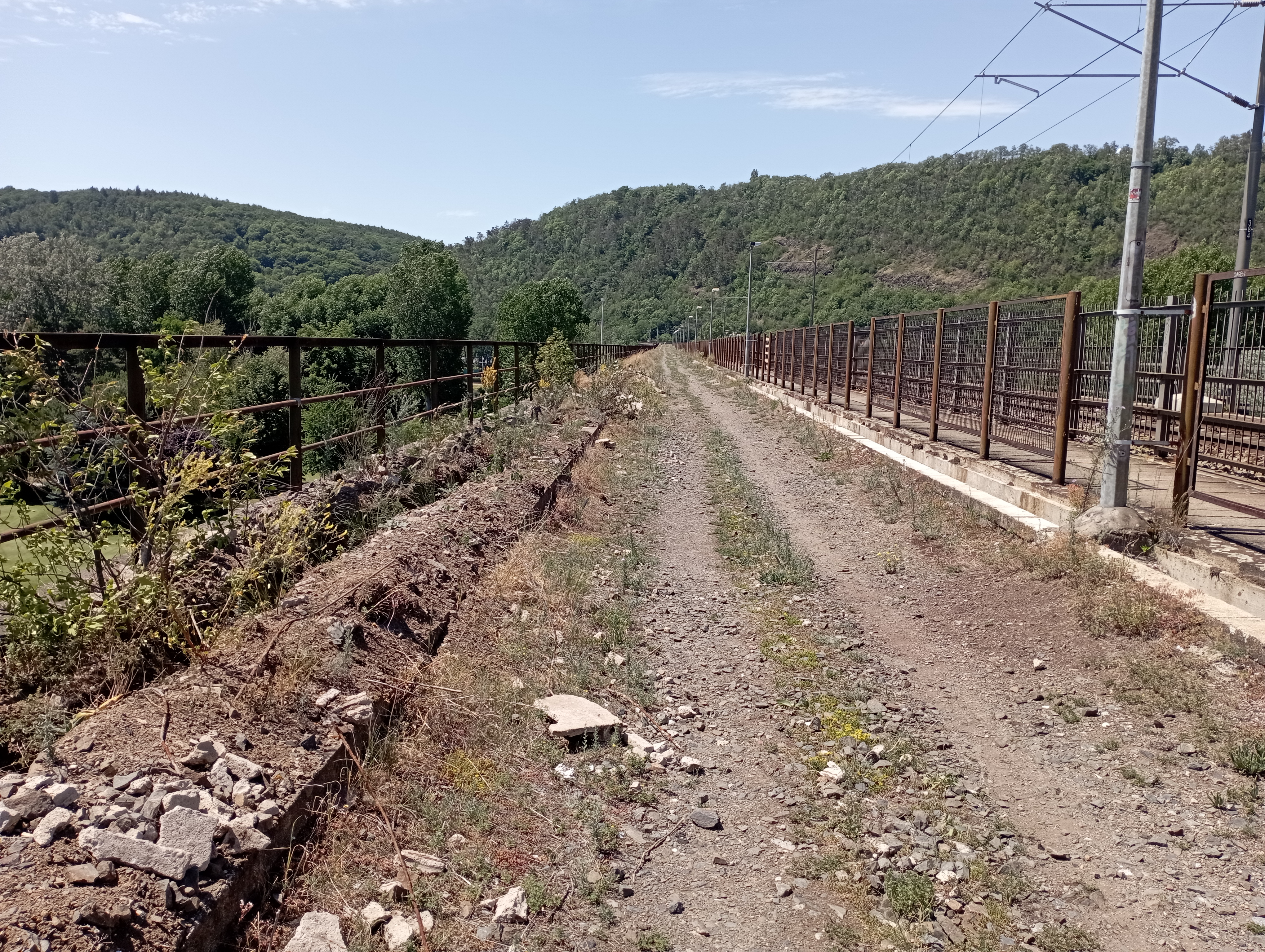
Místo jedné chybějící koleje byla na Branickém mostě pouze pěšina (2022)

Druhé koleje se celá spojovací trať měla dočkat několikrát. Poprvé v souvislosti se spojkou do Hlubočep, která byla součástí již původní koncepce a pro niž je na konstrukci mostu i viditelné odbočení, podruhé v devadesátých letech dvacátého století v souvislosti s barrandovskou spojkou, vyúsťující ve výhybně Žvahov. Barrandovská spojka byla součástí koncepce přestavby železničního uzlu Praha, která díky hospodářsko-politickým změnám již nenašla uplatnění, přestože před těmito změnami byly mnohé spolu související projekty zahájeny, jako např. modernizace seřaďovacího nádraží ve Vršovicích či zkapacitnění železniční tratě č. 122 Praha–Hostivice a navazující Hostivice – Rudná u Prahy. Proti barrandovské spojce i původně zamýšlenému zdvoukolejnění tratě č. 122 však byli ochránci přírody (přírodní rezervace, ochrana žvahovské skály).[zdroj?]
Mostovka byla před rekonstrukcí místy narušena, zejména v části zrušené koleje, protože některé betonové díly byly odcizeny vandaly a pravděpodobně naházeny do řeky. V roce 2015 proběhla oprava mostu, při níž byla obnovena hydroizolace a sanovány mostní oblouky.

## Současnost

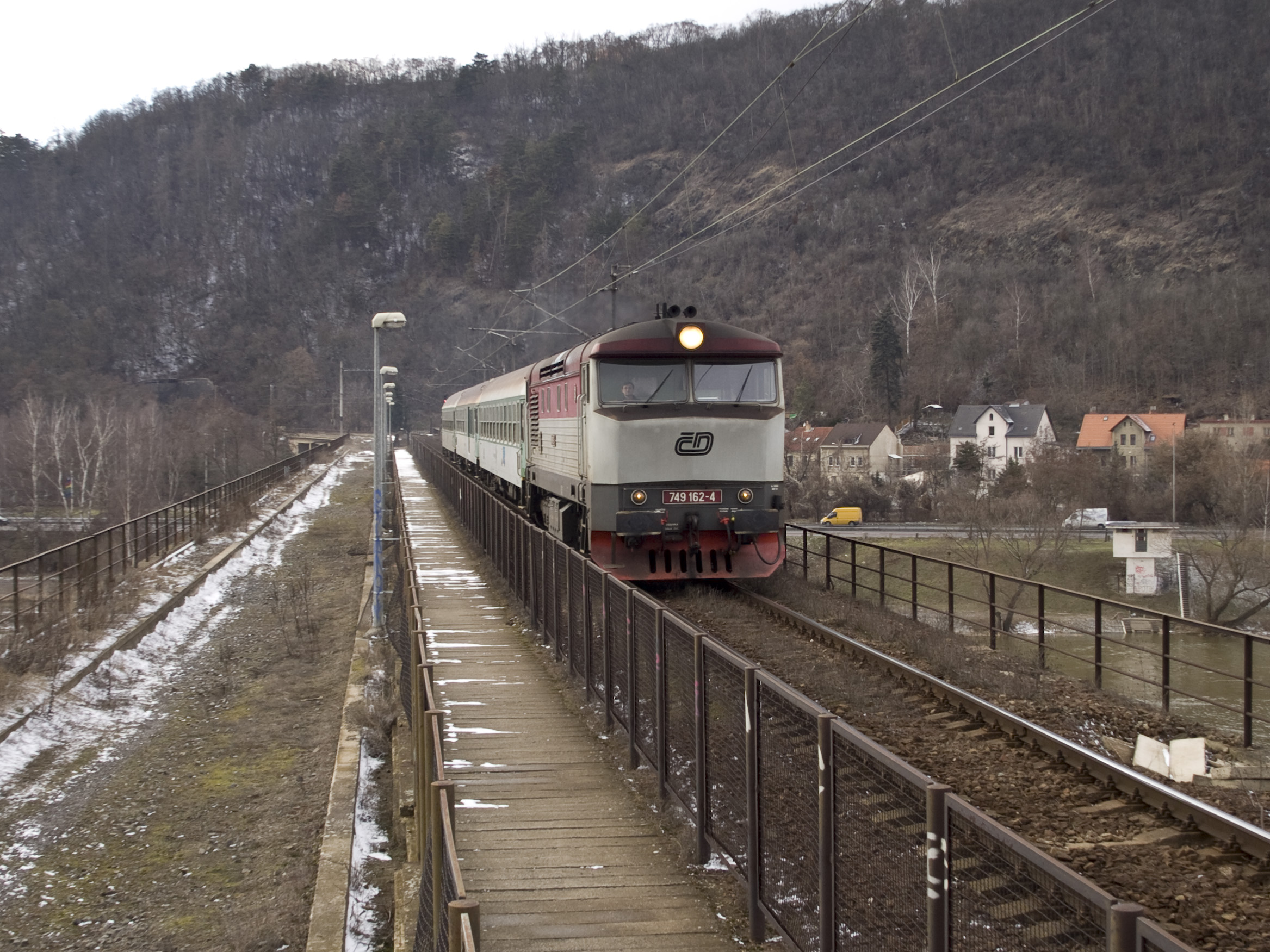
Lokomotiva řady 749 v čele odkloněného budějovického rychlíku

V současnosti je most využíván pro nákladní dopravu pro jízdu mimo velké osobní stanice. Při výlukách či jiných mimořádnostech jsou po mostě vedeny i vlaky osobní dopravy z železniční tratě 171 mezi žst. Praha hlavní nádraží a Berounem, které se před stanicí Praha-Radotín napojují na trať do Berouna.[zdroj?]
Správa železnic v současné době[kdy?] zahájila zdvoukolejnění celé spojky (1. 7. 2023 – 31. 12. 2024). Hlavním důvodem je především zkapacitnění pro potřeby objízdné trasy osobní dopravy v době, kdy dojde ke stavbě nového či rekonstrukci stávajícího železničního mostu přes Vltavu v úseku Vyšehrad–Smíchov (tzv. výtoňského soumostí či mostu pod Vyšehradem) a v brzké budoucnosti využití také pro osobní dopravu PID podle plánů MHMP. Dne 1. července 2024 se nově otevřela kolej 1, která ještě v pravidelném provozu nikdy  nebyla. Celý most (kolej 2) byl pro železniční dopravu otevřen 24. října, na počest 60. výročí dokončení, včetně dvojkolejné tratě do Krče, Kačerova a nové odbočky Spořilov.

## Turistická trasa
Přes most vede zelená turistická značená trasa 3129 z Malé Chuchle k Hálkovu pomníku v Dolních Břežanech.

## Galerie

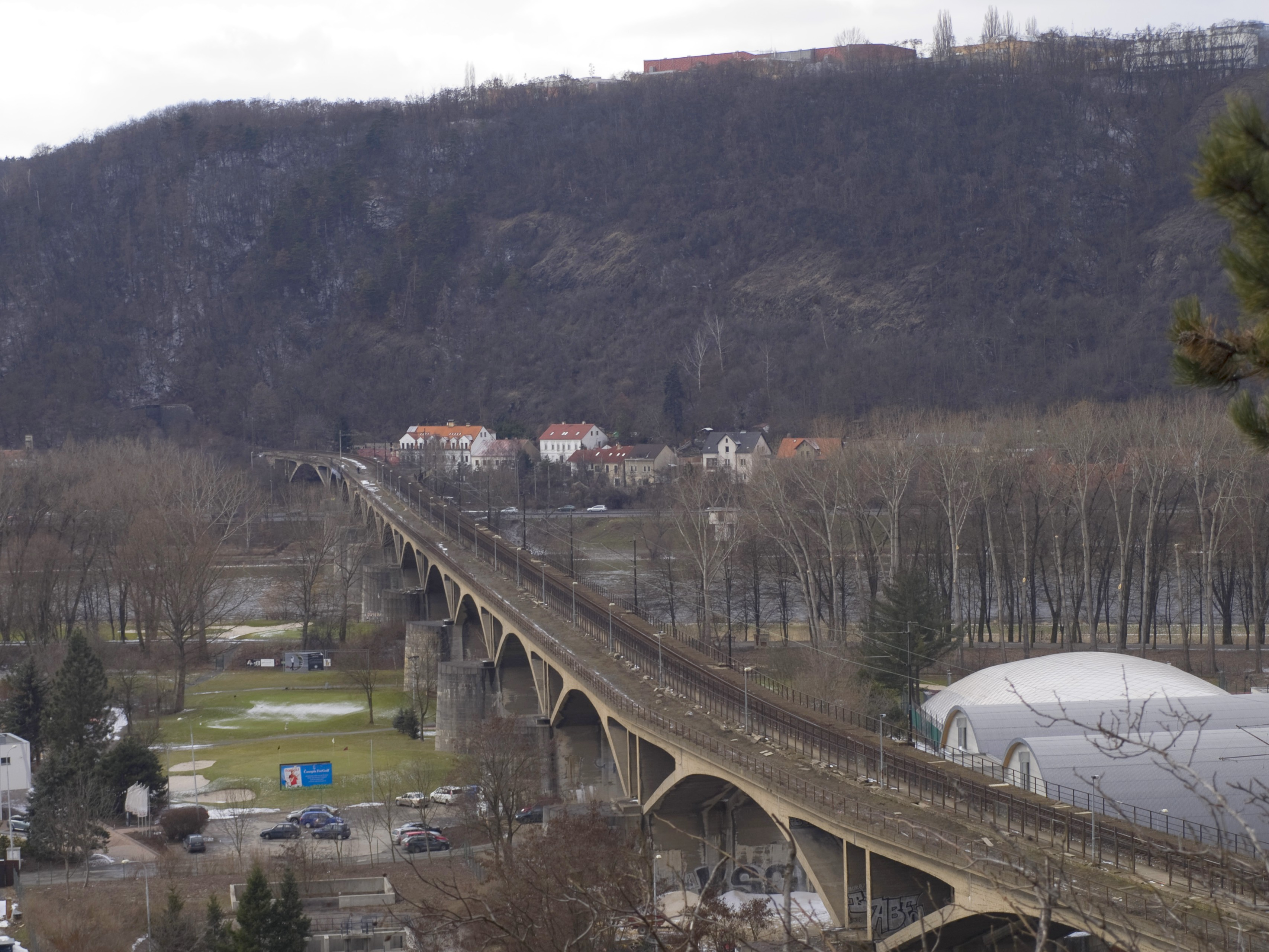
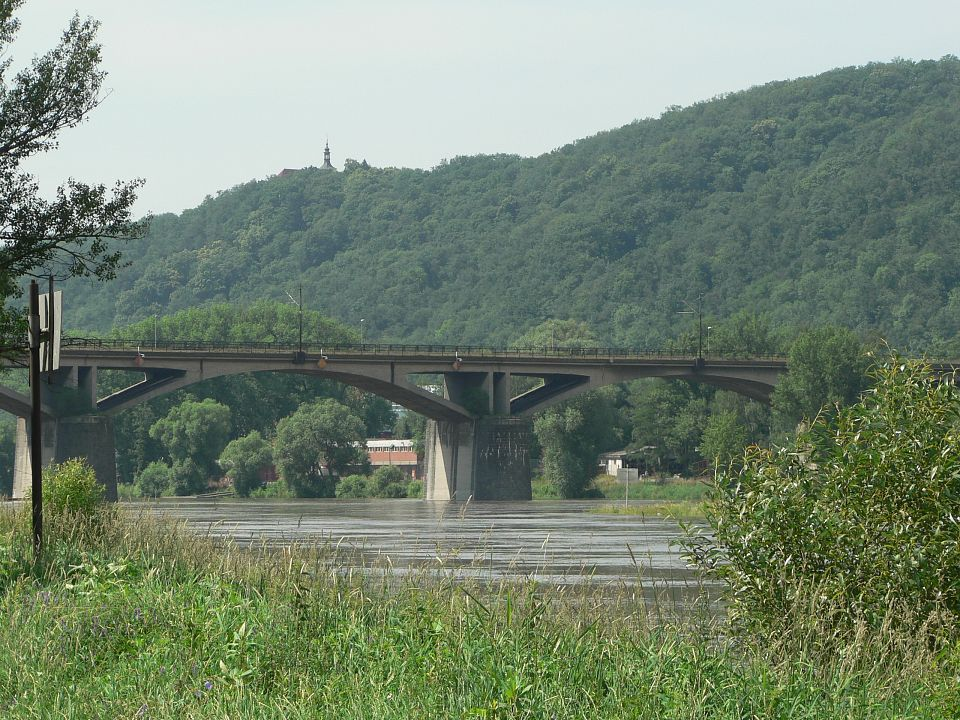
Branický most
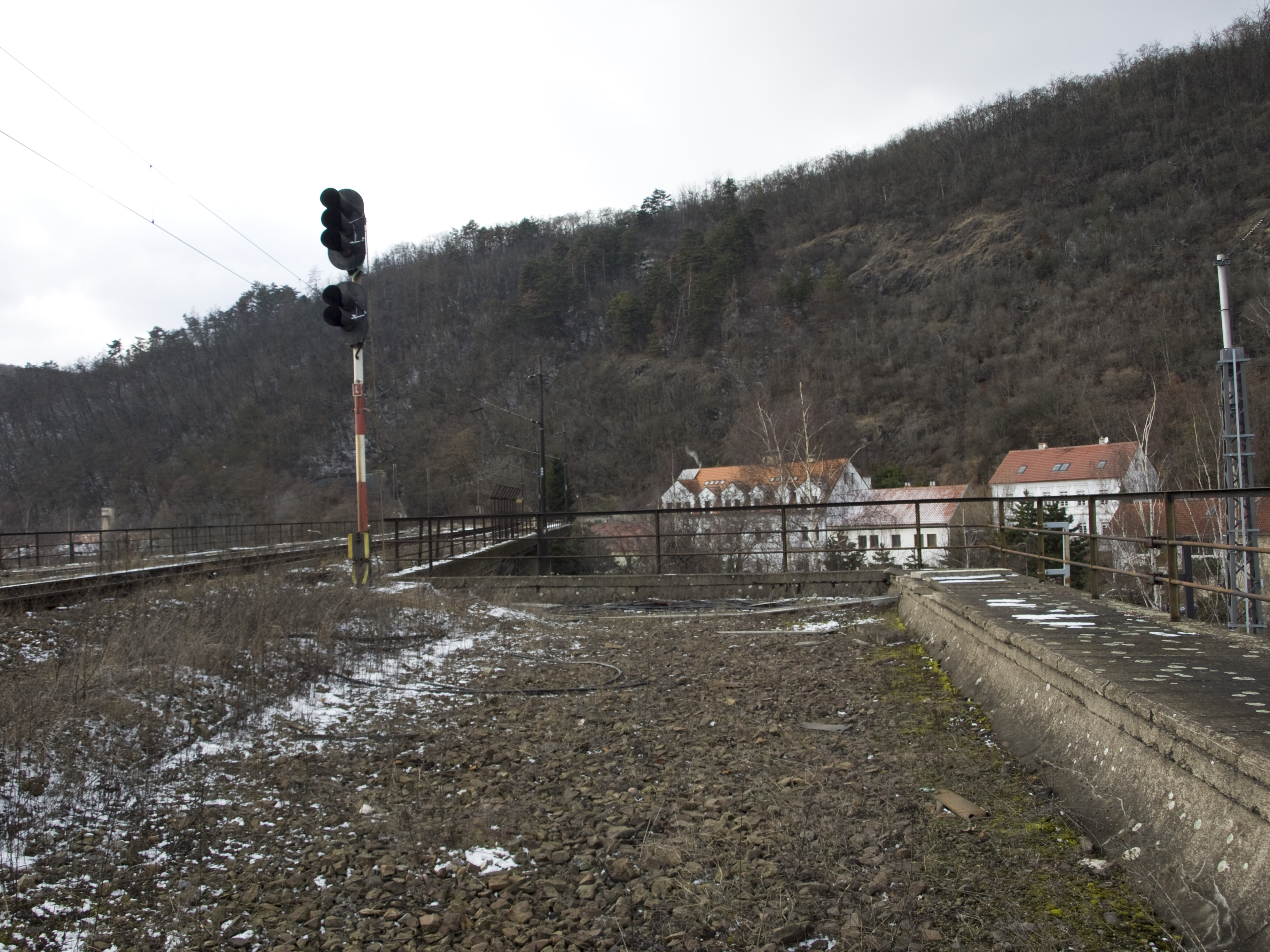
Nedokončená odbočka do Hlubočep
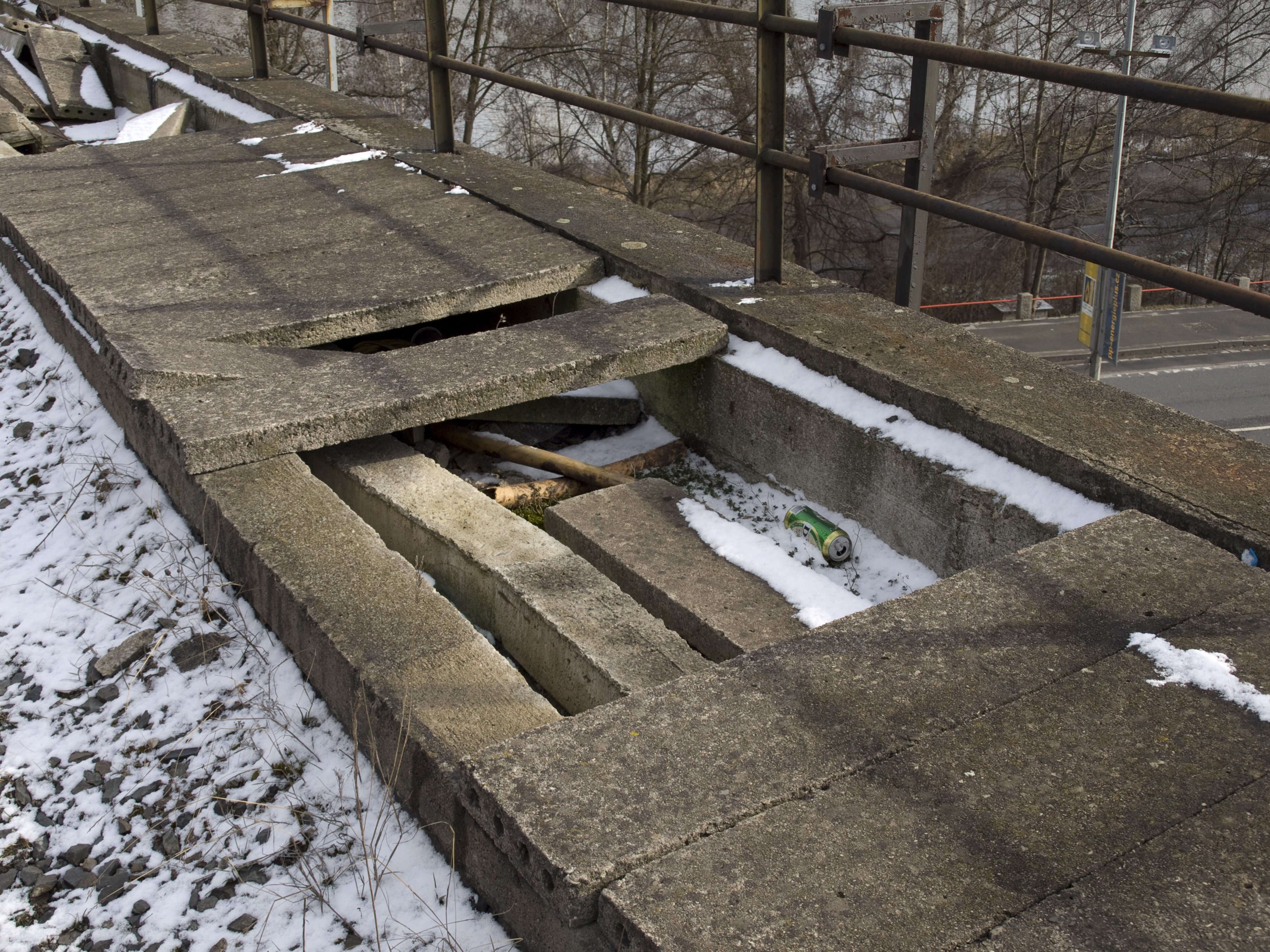
Chybějící panely
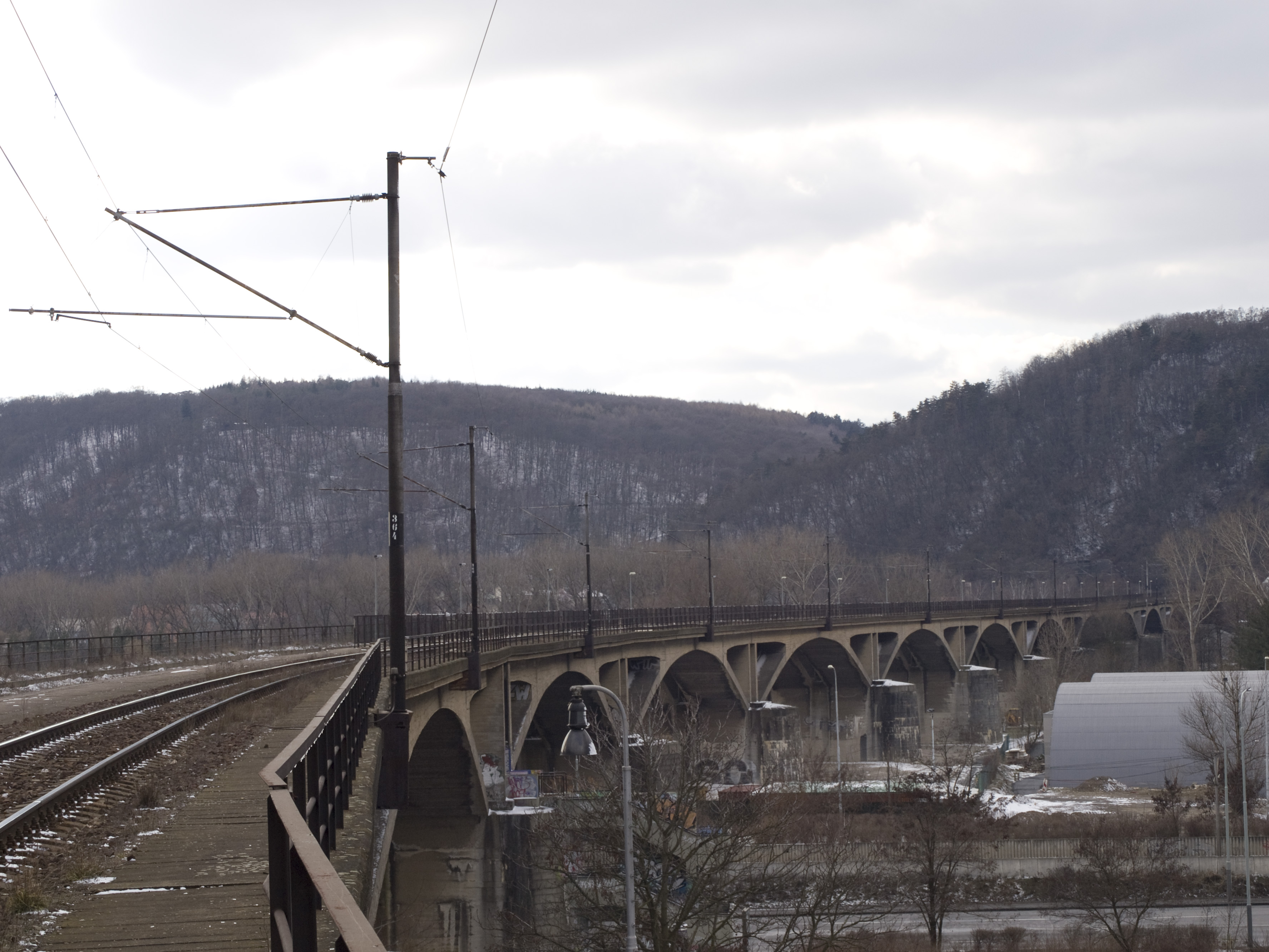
Pohled na most z jeho konce u Braníku

## Panorama

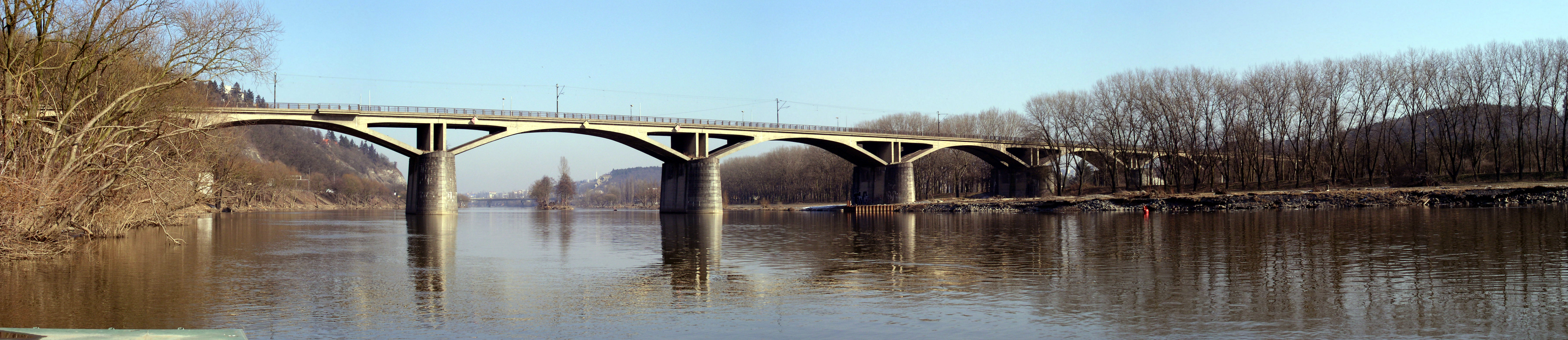
Panorama Branického mostu z roku 2003